# 라타투유

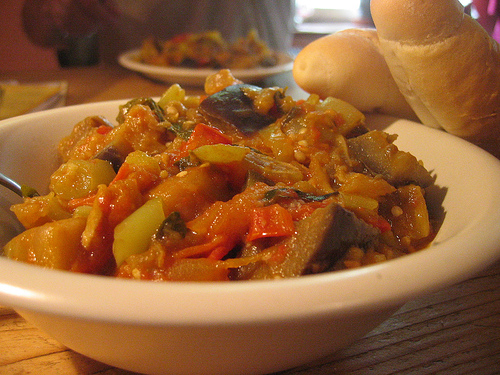
빵을 곁들인 라따뚜이 요리

라타투유(프랑스어: ratatouille [ʁataˈtuj])는 프랑스 프로방스 지방의 야채 스튜 요리이다.
니스에서 유래했다. 이 음식은 원래 가난한 농부들의 음식으로, 신선한 제철 채소를 가지고 여름에 만든다. 원래 니스풍 라타투이에는 여름에 가지를 구할 수 없었기 때문에 가지를 넣지 않았고, 대신 다른 주키니와 토마토, 붉은 고추, 녹색 고추, 양파, 마늘이 들어갔다.
프랑스 라따뚜이는 대부분 주요리에 곁들인 반찬처럼 먹거나, 쌀과 감자, 또는 간단한 프랑스 빵을 곁들여 먹었다. 라타투이는 간단한 점심 식사로 가장 많이 먹는다.
라타투유를 소재로 한 영화로 2007년 개봉한 〈라따뚜이〉가 있다.

## 같이 보기
- 샤크슈카